# Amina Annabi
Amina Annabi, född den 5 mars 1962 i Tunisien, är en fransk-tunisisk sångerska och skådespelare.
I Sverige är Amina mest känd för att ha deltagit i Eurovision Song Contest i Rom 1991. Hon tävlade med låten "Le dernier qui a parlé", som slutade på andra plats. Låten remixades senare av DNA och blev en framgång. Året innan, i mars 1990, var hon gäst i SVT:s Caramba! där hon framförde låten "Belly Dance". Hon beskrevs då som arabvärldens svar på Ofra Haza. Amina uppmärksammades även i musikprogrammet Tropicopop. Hon representerade Frankrike i den internationella jurygruppen i SVT:s Melodifestivalen 2010. Hon har skickat in en sång till Melodifestivalen med arabiska influenser men blivit refuserad. Hon har bott nära Kiruna i tio år men flyttade tillbaka till Frankrike 2015.
Som skådespelare har Annabi medverkat i ett flertal filmer, bland annat Den skyddande himlen, Cleopatra (TV) samt Hour of the Pig.

## Sånger
- 3ada El Ghazal
- Alguien canto
- Annabi
- Allah Ya Moulena
- Atame
- Belly dance
- C'est le dernier qui a parlé
- Diki diki
- Dis moi pourquoi
- Ederlezi
- ezzayakoum
- Habibi
- La mauvaise graine
- Lirrili
- Mektoubi
- My Man
- Waadileh
- Ya baba
- Zahra

## Filmografi
- Maman (1990)
- The Sheltering Sky (1990)
- Belle histoire, La (1992)
- Nuit sacrée, La (1993)
- The Hour of the Pig (1993)
- Cleopatra (TV) (1999)
- Mécanique des femmes, La (2000)
- Philosophale (2001)
- Inch'Allah dimanche (2001)
- Dreams of Trespass (2002)
- Marins perdus, Les (2003)
- Il était une fois dans l'oued (2005)
- Comme tout le monde (2006)
- Cairo Time (2009)
- Frères (2010)
- Polis (2011)